# Прогресивна партія Вермонту
Прогресивна партія Вермонту (англ. Vermont Progressive Party) — ліва політична партія США, яка з 1999 року діє в штаті Вермонт. Ідеологія базується на ідеях прогресивізму, демократичного соціалізму, соціал-демократії, зеленої політики  та популізму (в американському розумінні терміна). З партією тісно пов'язаний Берні Сандерс — незалежний сенатор від штату Вермонт; єдиний соціаліст у Сенаті США.

## Історія
Актив Прогресивної партії Вермонту оформився 1980 року, коли політолог Террі Бурішес проводив у Вермонті президентську кампанію кандидата від енвайроменталістської лівоцентристської Громадянської партії Баррі Коммонера.
Потім ця «прогресивна коаліція», яка розділяла прогресивні та ліві погляди, брала участь у кампаніях незалежного кандидата, демократичного соціаліста Берні Сандерса, який спочатку переміг на виборах мера Берлінгтона, а потім обраного до Палати представників США. Коли Прогресивну партію Вермонту офіційно зареєстрували, вона вже була представлена кількома представниками Генеральної асамблеї штату.
На президентських виборах 2000 року партія висунула у президенти Ральфа Нейдера, загальнонаціонального кандидата від Партії зелених, відкривши тим самим можливість голосувати за нього в штаті Вермонт. На виборах 2004 року партія збільшила своє представництво в Палаті представників Вермонту до п'яти осіб, ставши єдиною третьою партією у США, яка мала понад одного представника у законодавчих органах влади.